# Penske PC3
Der Penske PC3 wurde von Penske Racing in der Formel-1-Saison 1976 eingesetzt.

## Entwicklungsgeschichte und Technik
Der Penske PC3 war eine Zwischenlösung. Als es offensichtlich wurde, dass der Penske PC1 eine Fehlkonstruktion war, erwarb das Penske-Team einen March 751. Der Wagen wurde mit Bestandteilen des Penske PC1 adaptiert. Hinterradaufhängung, das Hewland-FG-400-5-Gang-Getriebe und der Motor wurden aus dem PC1 übernommen. Der PC3 war aber nicht wesentlich erfolgreicher als sein Vorgängermodell.

## Renngeschichte

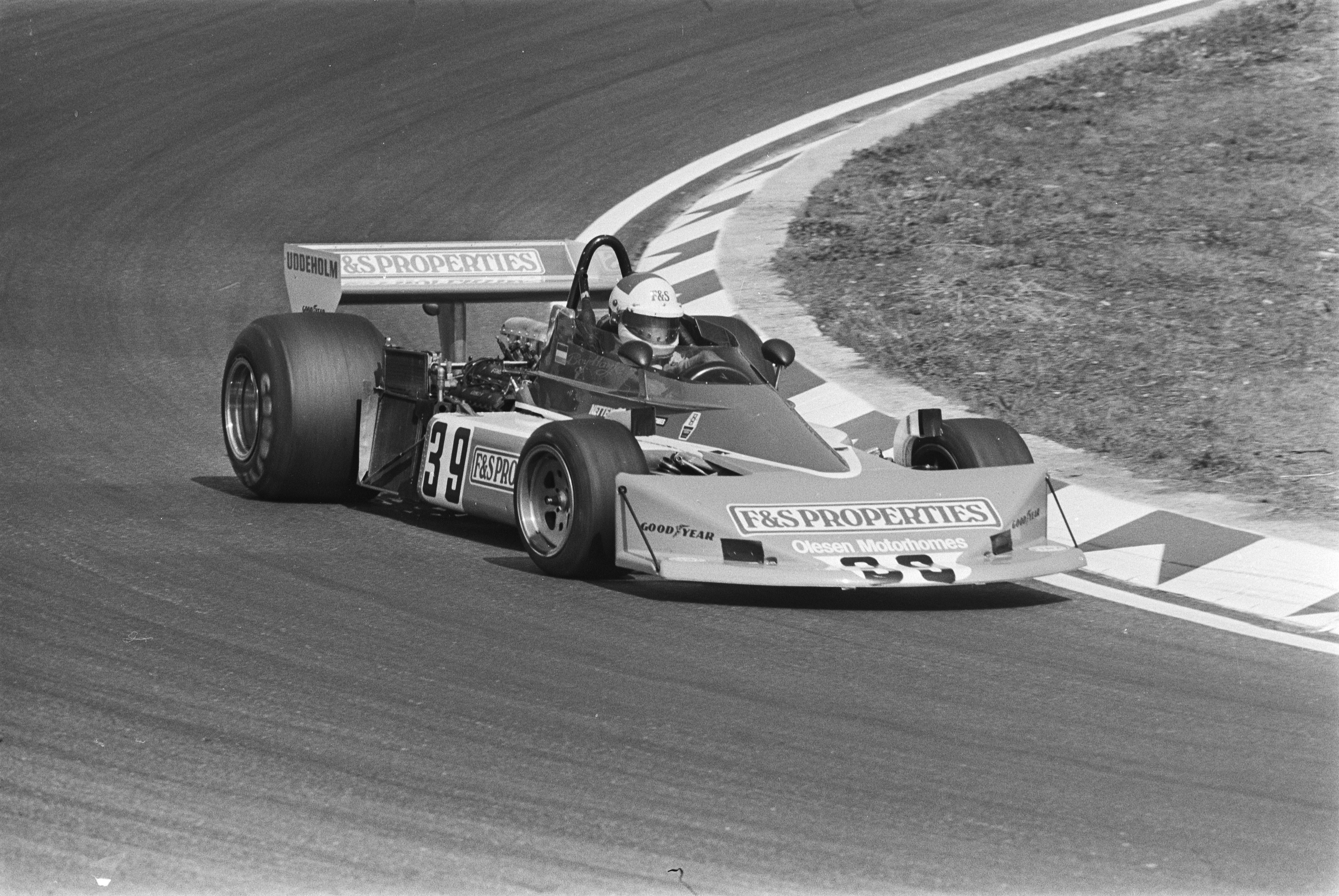
Boy Hayje im Penske PC3 beim Großen Preis der Niederlande 1976

Mark Donohue debütierte mit dem Vorgänger des Wagens, dem inoffiziell PC2 genannten Entwicklungschassis auf Basis des March beim Großen Preis von Großbritannien 1975 in Silverstone und fiel nach einem Dreher im Regen aus. Mit dem PC2 hatte Donohue wenige Wochen später am Österreichring seinen fatalen Unfall.
Das offizielle Debüt des PC3 erfolgte im Training zum Saisonfinale 1975, dem Großen Preis der USA, den John Watson jedoch wieder nach einem technischen Defekt im Training auf dem PC1 bestritt. Ein PC3 wurde an den Niederländer Boy Hayje verliehen, der damit den Großen Preis der Niederlande bestritt. Das beste Rennergebnis mit dem PC3 erzielte John Watson 1976 beim Großen Preis von Südafrika mit dem fünften Gesamtrang. Der PC3 wurde ab dem Großen Preis von Schweden durch den PC4 ersetzt, mit dem Watson einige Spitzenergebnisse erzielen und beim Grand Prix in Österreich sogar den Sieg einfahren konnte.
Die letzten Renneinsätze erfolgten 1977. Der für Derek Bell vorgesehene Wagen fiel am 16. Juni 1977 beim Großen Preis von Großbritannien jedoch durch die technische Abnahme und wurde nicht eingesetzt.